# Песенка про меня
«Песенка про меня» («Пісенька про мене»), також відома як «Так же как все» («Так само як всі») — пісня, написана Леонідом Дербеньовим на музику Олександра Зацепіна, була записана і виконана Аллою Пугачовою в 1978 році для кінофільму «Жінка, яка співає», а також одночасно включена в дебютний студійний альбом артистки «Зеркало души». Крім цього видавалася на міні-альбомі «Женщина, которая поёт».
За підсумками 1978 року пісня займала 5-е місце, а роком пізніше — 14-е, в списку найкращих пісень за версією хіт-параду «Звукова доріжка» .

## Історія пісні
Пісня писалася в ході створення саундтреку до фільму «Жінка, яка співає», в головній ролі з Аллою Пугачовою. Виходячи зі слів дружини Дербеньова, Віри, самій Пугачовій ця композиція спочатку не дуже припала до душі і виконувати її вона не бажала, проте, щоб переконати Пугачову поет зважився написати текст до пісні такий, від якого б вона не змогла відмовитися, оскільки вважав що ця пісня — справжній шлягер, який просто не може не бути почутим.
Над написанням тексту поет провів чимало часу, намагаючись повністю виправдати свої очікування. Так, на світ народилася сповідь естрадної зірки, яка переконує слухачів що її життя — аж ніяк не свято. Такий текст ідеально підходив для сюжету фільму «Жінка, яка співає», і, не зважаючи на те, що композитору Олександру Зацепіну почутий приспів пісні здався неблагозвучним і складним, сама Пугачова в результаті зважилася заспівати його, залишивши все як є без додаткових змін .
У той рік, коли була представлена пісня широкому загалу, в одному з інтерв'ю радянській пресі Алла Пугачова визнавалася що ця пісня є її однією з двох інших своїх найулюбленіших пісень. Вона також зазначала що саме цією піснею навмисно підводить концерти до завершення, оскільки тільки до самого кінця концерту вона сприймається слухачами як замислювалося .

## Кавер-версії
З переїздом на початку 1980-х років Олександра Зацепіна у Францію цю пісню там записав місцевий співак Філіпп Баррак (Philippe Barraqué) під назвою «Taxi Taxi», яка в СРСР в 1982 році видавалася на платівці «Дни летят» фірми " Мелодія ". Зацепін зізнавався що до нього звертався один музичний редактор з французького видавництва, якому дуже сподобалася пісня, і вже через нього пісня потрапила в руки Баррака, який почувши слова «таксі, таксі» в рядках «як все, як все» написав на його мелодію свої вірші французькою мовою.
У 1997 році спеціально для триб'ют-альбому «Сюрприз от Аллы Пугачёвой» кавер-версію пісні записав Олексій Глизін; пізніше він так само включив її в свій альбом «Запоздалый экспресс».
У березні 2009 року на творчому вечорі Олександра Зацепіна свою кавер-версію в стилі поп-рок виконала казахсько-російська група А'Студіо . Пізніше, з дозволу авторів, а також схвалення самої Алли Пугачової, під назвою «Так как же все» було вирішено випустити кавер в широку ротацію і приурочити його до 60-річного ювілею Пугачової . У виконанні гурту А'Студіо пісня знайшла нову популярність, ставши в 2009 році одним з головним хітів року. У 2010 році кавер увійшов в їх альбом «Волны».
У 2016 році на 90-річному ювілейному концерті Олександра Зацепіна група виступила з цією піснею в Кремлі .